# Pimpinella tragium
Pimpinella tragium är en växtart i släktet bockrötter (Pimpinella) och familjen flockblommiga växter. Den beskrevs av Dominique Villars 1779.
Arten är en perenn ört som förekommer kring Medelhavet, i Mellanöstern och över Iran, Kaukasus och europeiska Ryssland till Centralasien.

## Underarter
Arten delas in i följande underarter:
- P. t. depressa
- P. t. glauca
- P. t. lithophila
- P. t. polyclada
- P. t. pseudotragium
- P. t. titanofila
- P. t. tragium